# Японський жук
Японський жук (Popillia japonica) — вид пластинчатовусих жуків з підродини хлібних жуків і хрущиків. Наукова видова назва свідчить про його походження — з Японії, де він став злісним шкідником садів і парків. Вперше в США був відкритий 1916 року в розпліднику рослин поблизу Ривертона (Нью-Джерсі).

## Опис
Дорослий жук має довжину від 7 до 10 мм, ширину від 4,4 до 6 мм. Самиці більші за самців. Жук овальний, помірно опуклий, яскраво-зелений з металевим блиском, середина надкрил мідно-коричнева. Надкрила вкривають усе черевце, збоку з-під яких з кожного боку по 5 пучків з білих волосків і два пучки таких самих волосків на пігідії.
Яйце еліптичне до 1,5 мм, світле, з олов'яним блиском.
Личинка світла, С-подібна, відроджується через 9-14 днів. У личинок 3 віки, починаючи з 2-го, на черевній стороні анального сегмента малюнок у вигляді римської цифри V.
Лялечка світло-коричневого кольору, довжиною до 14 мм, в колисці.

## Біологія
Зимує в стадії личинки другого або третього віку в ґрунті на глибині від 20 до 40 см. Навесні личинки піднімаються до поверхні ґрунту й живляться коренями рослин. У червні — на початку липня личинка лялькується. Літ жуків починається з липня і до середини вересня. Весь цей час жуки живляться листям, квітами і зав'язями рослин, і відкладають яйця в ґрунт (близько 60 яєць). Середня тривалість життя імаго становить 30-45 днів. Цикл розвитку однорічний.

## Екологія та місцезнаходження
Цей вид є сільськогосподарським шкідником. В Японії він не завдає такої руйнівної шкоди, як у Північній Америці. Він завдає шкоду приблизно 200 видам рослин, зокрема кущам розових, виноградникам, хмелю, каннам, лагерстремії тощо.
У Росії японський жук зустрічається на Курильських островах і на Сахаліні. У Росії віднесений до карантинних об'єктів для запобігання його поширення на материку.

## Галерея

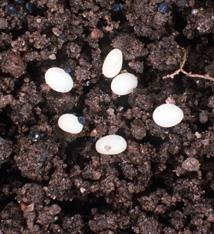
Яйця
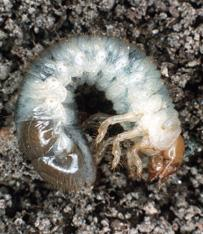
Личинка
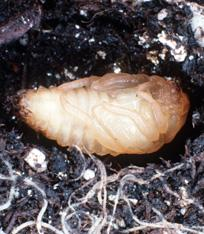
Лялечка
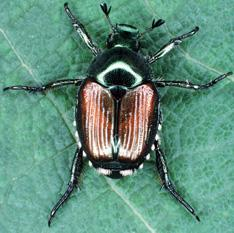
Доросла особина
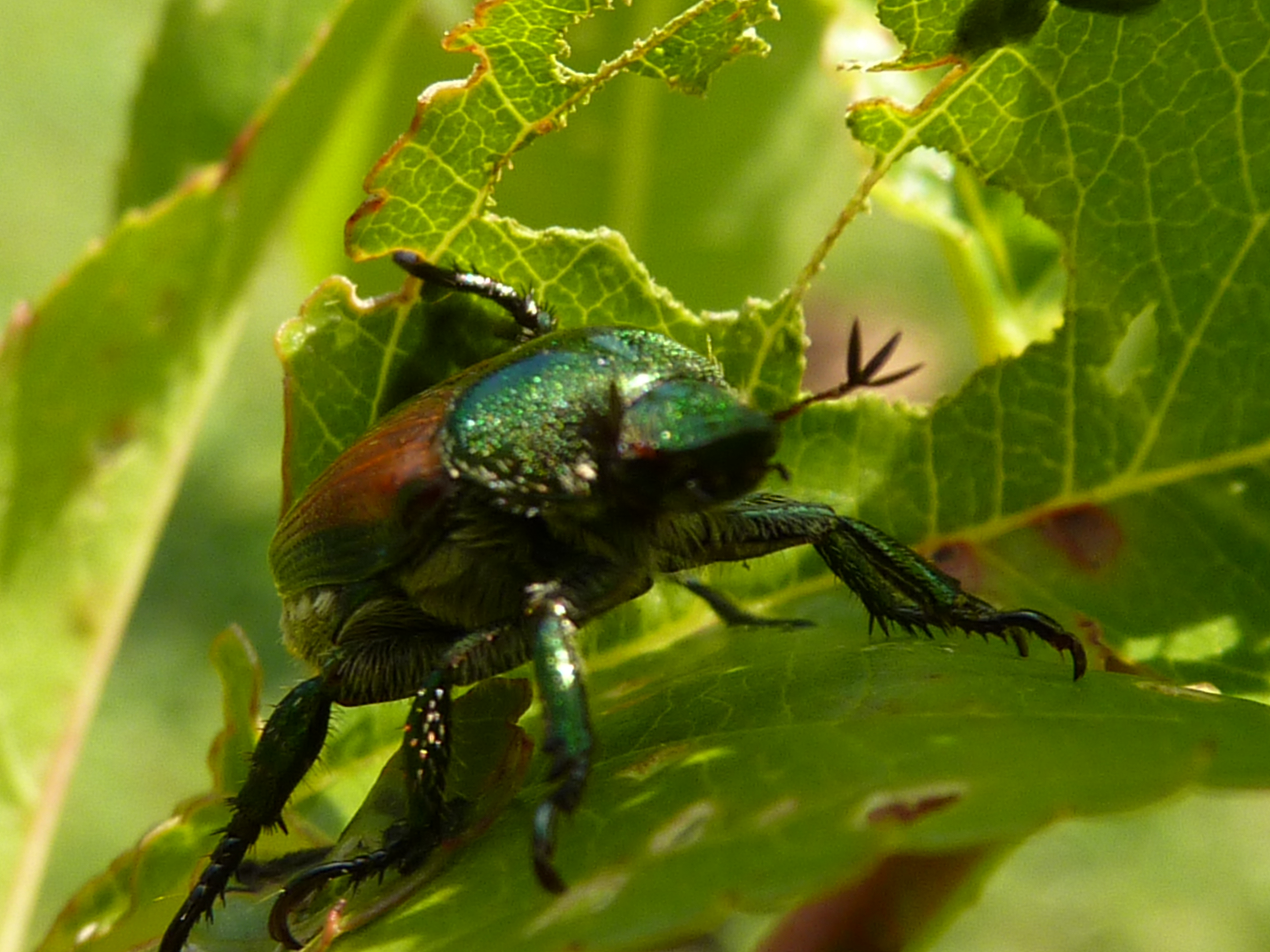
Японський жук поїдає листя персика